# Ich will doch nur, daß ihr mich liebt
Ich will doch nur, daß ihr mich liebt (alemany: Només vull que m'estimis) és una pel·lícula de televisió de 1976 d'Alemanya Occidental escrita i dirigida per Rainer Werner Fassbinder, i protagonitzada per Vitus Zeplichal i Elke Aberle.

## Argument
Peter Trepper (Vitus Zeplichal) és un jove que compleix deu anys de presó per cometre un assassinat impulsiu. Una psicòloga (Erika Runge) l'entrevista per conèixer els seus motius i la seva història vital. Peter té una infància sense amor a casa dels seus pares hostalers (Alexander Allerson i Erni Mangold). Malgrat la seva obediència i bones obres, no aconsegueix la seva acceptació. De pressa, Peter es casa amb la seva xicota Erika (Elke Aberle) i es trasllada a Múnic, on continua amb els seus esforços quixotescs per obtenir l'aprovació, especialment de la seva nova dona. Es pressiona a si mateix per treballar força hores mentre gasta diners de manera generosa, cosa que provoca un estrès constant pels deutes. Quan en Peter perd la feina, finalment es trenca, colpejant i estrangulant un cambrer (Janos Gönczöl) que li recorda al seu propi pare.

## Repartimentt
- Vitus Zeplichal : Peter
- Elke Aberle : Erika
- Alexander Allerson : el pare de Peter
- Erni Mangold : la mare de Peter
- Johanna Hofer : l'àvia de l'Erika
- Katharina Buchhammer: Ulla
- Wolfgang Hess: Cap d'obra
- Armin Meier : Director de l'empresa de construcció
- Erika Runge : Psicòloga
- Ulrich Radke: el pare de l'Erika
- Annemarie Wendl: la mare de l'Erika
- Janos Gönczöl: cambrer
- Edith Volkmann : dona del cambrer
- Robert Naegele: Gestor d'apartaments
- Axel Ganz: Usher
- Inge Schulz: Sra. Emmerich
- Heinz H. Bernstein : Venedor de mobles
- Helga Bender: Venedora
- Adi Gruber : empleat de correus
- Heide Ackermann : Venedora de màquines de teixir
- Sonja Neudorres : Joier
- Reinhard Brex: Home de negocis
- Lilo Pempeit : Dona gran a l'oficina de correus

## Producció
La pel·lícula es va rodar en 25 dies entre novembre i desembre de 1975 i es va emetre per la cadena de televisió ARD el 23 de març de 1976. La pel·lícula va ser encarregada per la filial d'ARD Westdeutsche Rundfunk Köln (WDR) i produït per Bavaria Atelier GmbH, el predecessor de Bavaria Film. La producció de I Only Want You to Love Me va costar aproximadament 800.000 marcs alemanys.
El guió es basa en una història real del llibre Lebenslänglich - Protokolle aus der Haft (Vida – Transcripcions entre reixes) de Klaus Antes, Christiane Ehrhardt, i Heinrich Hannover (Múnic, 1972).